# 2015 Kachuevskaya
2015 Kachuevskaya је астероид главног астероидног појаса чија средња удаљеност од Сунца износи 2,335 астрономских јединица (АЈ).
Апсолутна магнитуда астероида је 12,4.